# السيرة (السدة)

تعديل مصدري - تعديل

السيرة هي إحدى قرى عزلة العرافة بمديرية السدة التابعة لمحافظة إب، بلغ تعداد سكانها 302 نسمة حسب تعداد اليمن لعام 2004.